# Words of Wisdom
Albums de Dennis Brown
Wolf & Leopards
(1977) Joseph's Coat Of Many Colours
(1979)
Words Of Wisdom est le dixième album de Dennis Brown, produit et mixé par Joe Gibbs et Errol Thompson et sorti en 1979. Presque entièrement composé pour Dennis Brown par Joe Gibbs, ce disque ambitieux n'obtient pas le succès attendu malgré la présence du tube Money In My Pocket qui a fait fureur en Angleterre l'été précédent, ainsi que l'importante promotion qui précède sa sortie et la tournée qui la suit.
Il est réédité en vinyle par Joe Gibbs (1980), Blue Moon (1982) et Shanachie, puis en CD par Blue Moon (1989) et Shanachie (1990).

## Titres

### Première édition (Joe Gibbs,Laser)
Face A
1. So Jah Say (Joe Gibbs) - 3:13
2. Don't Feel No Way (Joe Gibbs, Errol Thompson) - 4:13
3. Words Of Wisdom (Joe Gibbs) - 3:36
4. Should I (Joe Gibbs) - 3:46
5. Money In My Pocket (Joe Gibbs, Dennis Brown) - 3:01

Face B
1. Jah Love (Joe Gibbs) - 3:58
2. Black Liberation (Joe Gibbs) - 4:37
3. Rasta Children (Joe Gibbs) - 3:44
4. Drifter (Dennis Walks) - 3:23
5. Ain't That Loving You (Allen Jones, Homer Banks) - 2:57

### Éditions suivantes (Atlantic,Joe Gibbs, etc)
Face A
1. So Jah Say (Joe Gibbs) - 3:13
2. Don't Feel No Way (Joe Gibbs, Errol Thompson) - 4:13
3. Words Of Wisdom (Joe Gibbs) - 3:36
4. Should I (Joe Gibbs) - 3:46
5. A True ((Joe Gibbs) - 3:17
6. Ain't That Loving You (Alton Ellis) - 2:57

Face B
1. Cassandra (Dennis Brown) - 3:18
2. Love Jah (Joe Gibbs) - 3:58
3. Black Liberation (Joe Gibbs) - 4:37
4. Rasta Children (Joe Gibbs) - 3:44
5. Drifter (Dennis Walks) - 3:23
6. Money In My Pocket (Joe Gibbs, Dennis Brown) - 3:01

## Musiciens
- Batterie : Neville Grant, Sly Dunbar, Mickey "Boo" Richards, Leroy "Horsemouth" Wallace
- Basse : Lloyd Parks, Robbie Shakespeare
- Guitare : Willie Lindo, Winston Bowen
- Clavier : Franklyn "Bubbler" Waul, Winston Wright
- Trompette : Willie Breakridge
- Saxophone : Dean Fraser
- Trombone : Ronald "Nambo" Robinson
- Percussions : Ruddy Thomas, Franklin "Bubbler" Waul